# Telururo de plomo-estaño
El telururo de plomo y estaño, también conocido como PbSnTe o Pb1-xSnxTe, es una aleación ternaria de plomo, estaño y telurio, generalmente fabricada por aleación de estaño en telururo de plomo o de plomo en telururo de estaño. Es un material semiconductor de banda estrecha IV-VI.
La brecha de banda de Pb1-xSnxTe se ajusta variando la composición(x) del material. El SnTe puede alearse con Pb (o PbTe con Sn) para ajustar la separación de banda de 0,29 eV (PbTe) a 0,18 eV (SnTe). Es importante señalar que, a diferencia de los calcogenuros II-VI, por ejemplo los calcogenuros de cadmio, mercurio y zinc, la brecha de banda en Pb1-xSnxTe no cambia linealmente entre los dos extremos. Por el contrario, a medida que aumenta la composición (x), la brecha de banda disminuye, se aproxima a cero en el régimen de concentración (0,32-0,65 correspondiente a la temperatura 4-300 K, respectivamente) y sigue aumentando hacia la brecha de banda del SnTe. Por lo tanto, las aleaciones de telururo de estaño y plomo tienen brechas de banda más estrechas que sus homólogas de punto extremo, lo que convierte al telururo de estaño y plomo en un candidato ideal para aplicaciones optoelectrónicas en el infrarrojo medio, 3-14 μm.

## Propiedades
El telururo de estaño y plomo es un semiconductor de tipo p a 300 K. La concentración de huecos aumenta a medida que se incrementa el contenido de estaño, lo que se traduce en un aumento de la conductividad eléctrica. Para el intervalo de composición x = 0 a 0,1, la conductividad eléctrica disminuye con el aumento de la temperatura hasta 500 K y aumenta más allá de 500 K. Para el intervalo de composición, x ≥ 0,25, la conductividad eléctrica disminuye con el aumento de la temperatura.
El coeficiente Seebeck de Pb1-xSnxTe disminuye con el aumento del contenido de Sn a 300 K.
Para una composición x > 0,25, la conductividad térmica del Pb1-xSnxTe aumenta con el incremento del contenido de Sn. Los valores de conductividad térmica disminuyen con el aumento de temperatura en todo el intervalo de composición, x > 0.
En el caso del Pb1-xSnxTe, la temperatura óptima correspondiente al factor de potencia termoeléctrica máximo aumenta con el incremento de la composición x. La aleación pseudobinaria de telururo de plomo y estaño actúa como material termoeléctrico en un intervalo de temperaturas de 400-700 K.
El telururo de estaño y plomo tiene un coeficiente de temperatura positivo, es decir, para una composición x dada, la separación de banda aumenta con la temperatura. Por lo tanto, hay que mantener la estabilidad de la temperatura cuando se trabaja con un láser basado en telururo de estaño y plomo. Sin embargo, la ventaja es que la longitud de onda de funcionamiento del láser puede ajustarse simplemente variando la temperatura de funcionamiento.
El coeficiente de absorción óptica del telururo de estaño y plomo suele ser de ~750 cm-1 en comparación con los ~50 cm-1 de los semiconductores extrínsecos como el silicio dopado.El mayor valor del coeficiente óptico no sólo garantiza una mayor sensibilidad, sino que también reduce el espacio necesario entre los elementos detectores individuales para evitar la diafonía óptica, lo que facilita el acceso a la tecnología de circuitos integrados.

## Aplicación
Debido a la estrecha banda de separación sintonizable y a la temperatura de funcionamiento relativamente más alta del telururo de plomo y estaño en comparación con el telururo de mercurio y cadmio, ha sido el material elegido para aplicaciones comerciales en fuentes de infrarrojos, filtros de paso de banda y detectores de infrarrojos.  Ha encontrado aplicaciones como dispositivos fotovoltaicos para la detección de radiación en la ventana de 8-14 μm.
Los láseres de diodo de cristal único Pb1-xSnxTe se han empleado para la detección de contaminantes gaseosos como el dióxido de azufre.
Los telururos de estaño y plomo se han utilizado en dispositivos termoeléctricos.